# Simone Veil

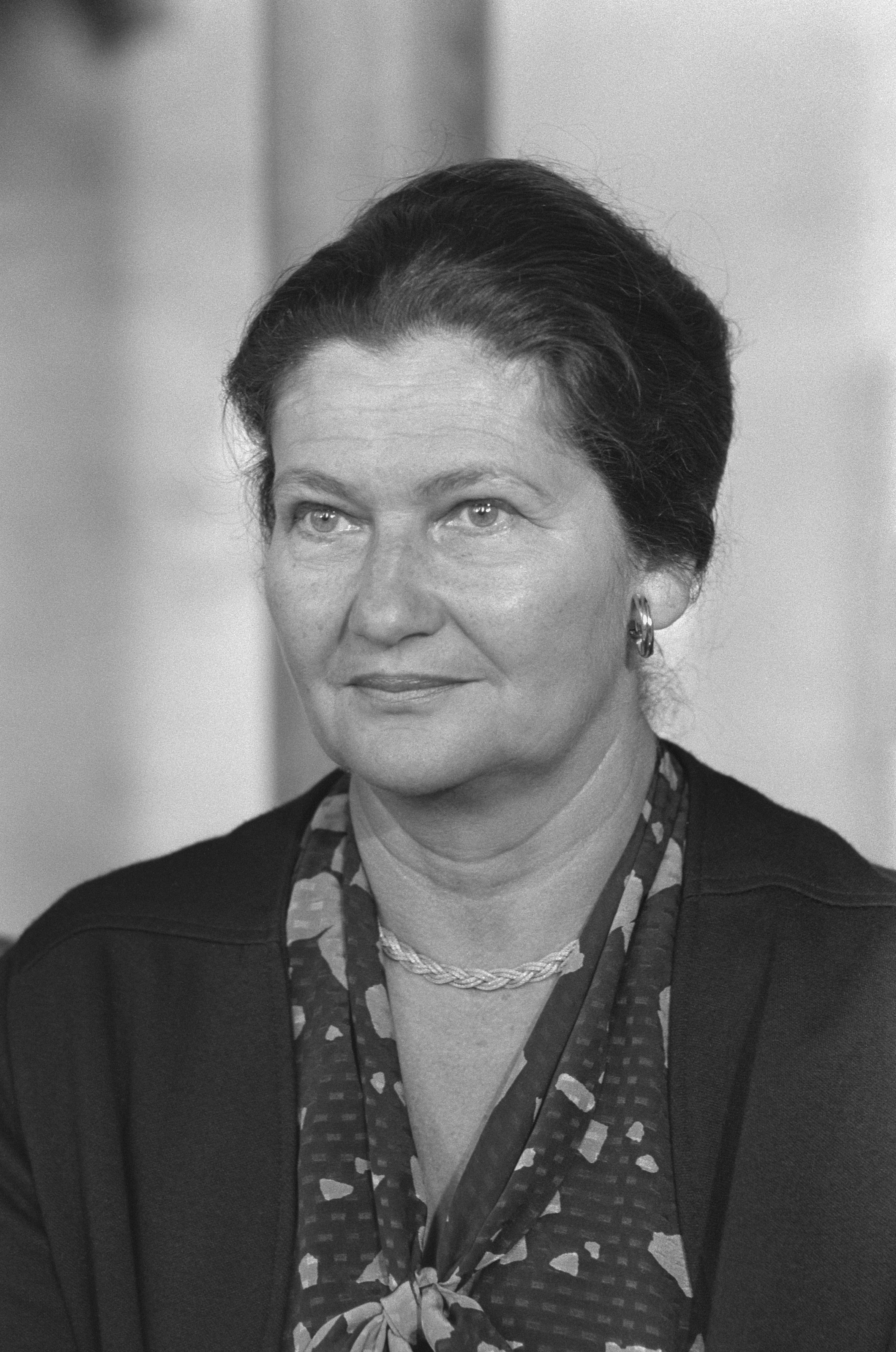
Simone Veil (1984)

Simone Veil [si.mɔn vɛj] ⓘ (* 13. Juli 1927 in Nizza als Simone Annie Liline Jacob; † 30. Juni 2017 in Paris) war eine französische Politikerin und Holocaust-Überlebende.
Von 1974 bis 1979 war sie französische Gesundheitsministerin. 1975 brachte sie das Gesetz zur Entkriminalisierung des Schwangerschaftsabbruchs zur Abstimmung, das deshalb als Loi Veil bekannt ist. Von 1979 bis 1993 war sie Mitglied des Europäischen Parlaments und von 1979 bis 1982 dessen Präsidentin. Von 1993 bis 1995 war sie Frankreichs Sozialministerin. Von 1998 bis 2007 war Veil Mitglied des Verfassungsrats. Ab dem 20. November 2008 war sie Mitglied der Académie française.

## Leben

### Jugend und Schoah
Simone Veil war die Tochter des Architekten André Jacob (1891–1944), der im Ersten Weltkrieg mehrere Jahre in Kriegsgefangenschaft im Deutschen Reich verbracht hatte. Die Mutter Yvonne Steinmetz (1901–1945) gab ihr Chemiestudium auf Bitten Andrés auf, um sich der Familie zu widmen. Beide Eltern waren jüdischer Herkunft und stolz auf die Kultur des Judentums. Die Familie war republikanisch-patriotisch eingestellt.
1944 wurde die Familie Jacob von der Gestapo verhaftet. Teilweise wurde sie in deren Hauptquartier in Nizza verhört, dem Hotel Excelsior. Simones Vater André und ihr Bruder Jean (1925–1944) wurden nach Litauen deportiert, wo sie bei Kaunas sofort ermordet wurden. Simones Schwester Denise (1924–2013) war in der Résistance aktiv und wurde 1944 ins KZ Ravensbrück verschleppt, das sie überlebte. Simone, ihre Mutter Yvonne und Schwester Madeleine (1923–1952), genannt Milou, wurden ins KZ Auschwitz-Birkenau deportiert. Die Selektion bei der Ankunft in Auschwitz überlebte Simone, weil sie vorgab, bereits 18 Jahre alt zu sein; sie erhielt die Häftlingsnummer 78651. Im Januar 1945 waren die drei Frauen Teil des Todesmarsches von Auschwitz nach Gliwice. Von dort wurden sie per Zug transportiert. Die männlichen Gefangenen wurden nach Mittelbau-Dora verbracht. Der eine Waggon mit Frauen zum KZ Bergen-Belsen. Die Mutter starb am 15. März 1945 in Bergen-Belsen an Typhus. Am 15. April 1945 wurden Simone und Madeleine in Bergen-Belsen von britischen Streitkräften befreit.

### Beruflicher Werdegang
Simone Veil studierte Jura und absolvierte das Institut d’études politiques de Paris (Sciences Po). 1956 wurde sie zur „Magistratin“ ernannt, einer Juristin in der staatlichen Verwaltung. In der Folgezeit diente sie als höhere Beamtin in der Abteilung für Justizvollzug im französischen Justizministerium. Ab 1969 gehörte sie dem Kabinett des Justizministers René Pleven an. Als erste Frau wurde sie 1970 Generalsekretärin des Conseil supérieur de la magistrature, der aus Angehörigen der Judikative bestehenden Aufsichtsbehörde der französischen Justiz. Von 1972 bis 1974 war sie Mitglied des Verwaltungsrats der Rundfunkanstalt Office de Radiodiffusion Télévision Française (ORTF).

### Gesundheitsministerin und Abtreibungsgesetz
Während der Präsidentschaft Valéry Giscard d’Estaings gehörte sie von 1974 bis 1979 den Kabinetten Jacques Chiracs und Raymond Barres als Gesundheitsministerin an. Sie war nach Germaine Poinso-Chapuis die zweite Frau auf einem Ministerposten in Frankreich. In ihrer Funktion als Gesundheitsministerin sorgte sie für einen erleichterten Zugang zu Verhütungsmitteln – der Verkauf von Verhütungsmitteln wie der Pille war in Frankreich erst 1967 legalisiert worden. Mit ihrem Namen am meisten verbunden ist jedoch ihr harter Kampf für die Legalisierung des Schwangerschaftsabbruchs in Frankreich. Ein Gesetz zur Fristenregelung wurde am 17. Januar 1975 durch das französische Parlament angenommen und ist als Loi Veil („Veil-Gesetz“) bekannt.

### Im Europaparlament

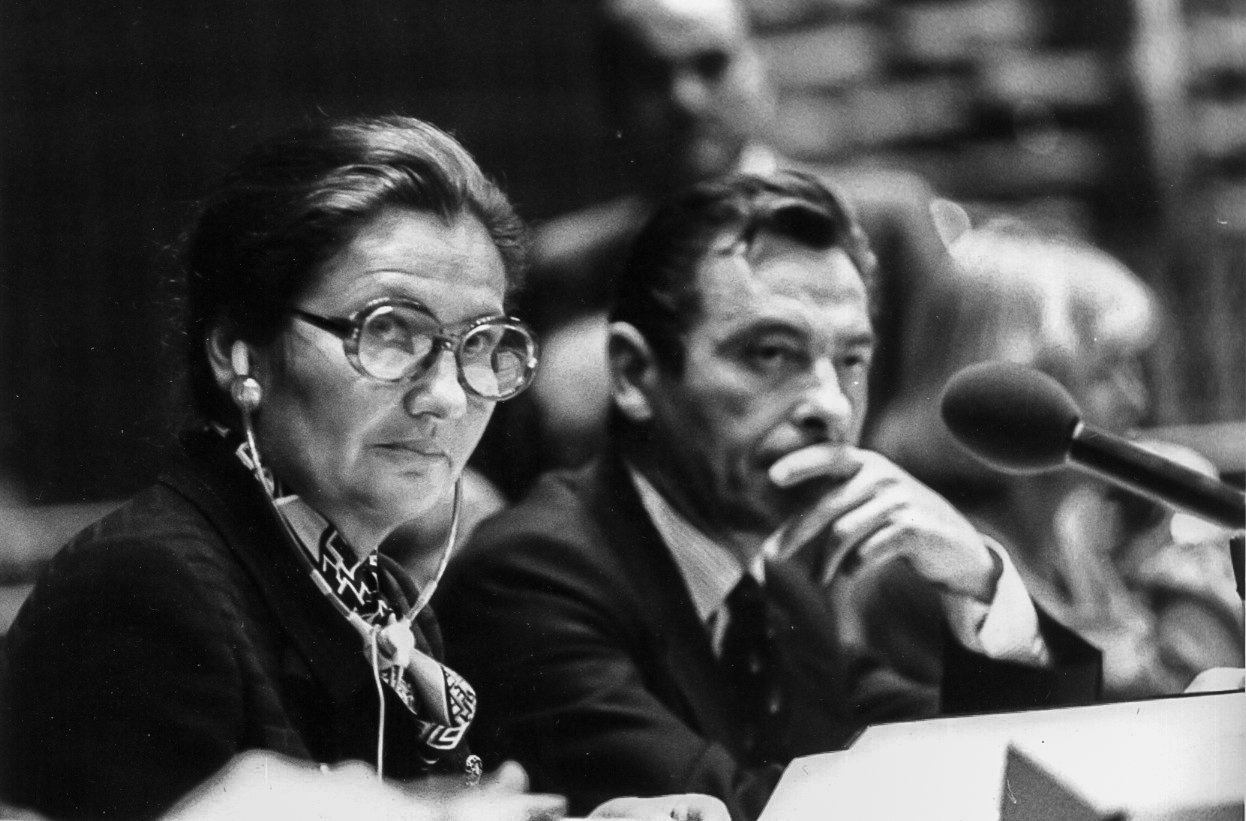
Simone Veil im Europaparlament, 1979

Nach ihrem ersten Ausscheiden aus der Regierung kandidierte sie für die UDF als Spitzenkandidatin bei der ersten Europawahl 1979. Die UDF wurde bei dieser Wahl mit 27,6 % stärkste Kraft in Frankreich. Veil schloss sich – wie die meisten UDF-Europaparlamentarier – der drittstärksten Liberalen und Demokratischen Fraktion (LD) an. Das Europäische Parlament wählte Veil am 17. Juli 1979 zur Präsidentin. Sie war die erste Frau, die dieses Amt innehatte. Laut Geschäftsordnung des europäischen Parlaments dauerte ihre Amtszeit nur bis zur Mitte der fünfjährigen Legislaturperiode am 18. Januar 1982. (Die Präsidentschaft im Europäischen Parlament dauert bis heute jeweils 2 ½ Jahre.) Nachfolger wurde der niederländische Sozialdemokrat Piet Dankert. Anschließend war sie stellvertretende Vorsitzende der liberalen Fraktion.
Bei der Europawahl 1984 war sie erneut Spitzenkandidatin, diesmal einer gemeinsamen Liste der UDF und der gaullistischen RPR, die auf 43 % der Stimmen kam. In der Legislaturperiode bis 1989 war Veil Vorsitzende der LD-Fraktion. Bei der Europawahl 1989 kandidierte Veil an der Spitze der Liste Le Centre pour l’Europe, die vorwiegend vom christdemokratischen CDS unterstützt wurde und gegen die offizielle Liste von UDF und RPR antrat. Aus Veils Sicht trat die RPR nicht entschieden genug für die europäische Integration ein. Ihre Liste kam auf 8,4 %, während die UDF-RPR-Liste deutliche Verluste erlitt. Anders als die übrigen Gewählten ihrer Liste schloss sich Veil nicht der christdemokratischen EVP-Fraktion an, sondern blieb in der liberalen Fraktion, deren stellvertretende Vorsitzende sie bis zu ihrem Ausscheiden aus dem Europaparlament im März 1993 war.

### Staatsministerin und Mitglied des Verfassungsrats

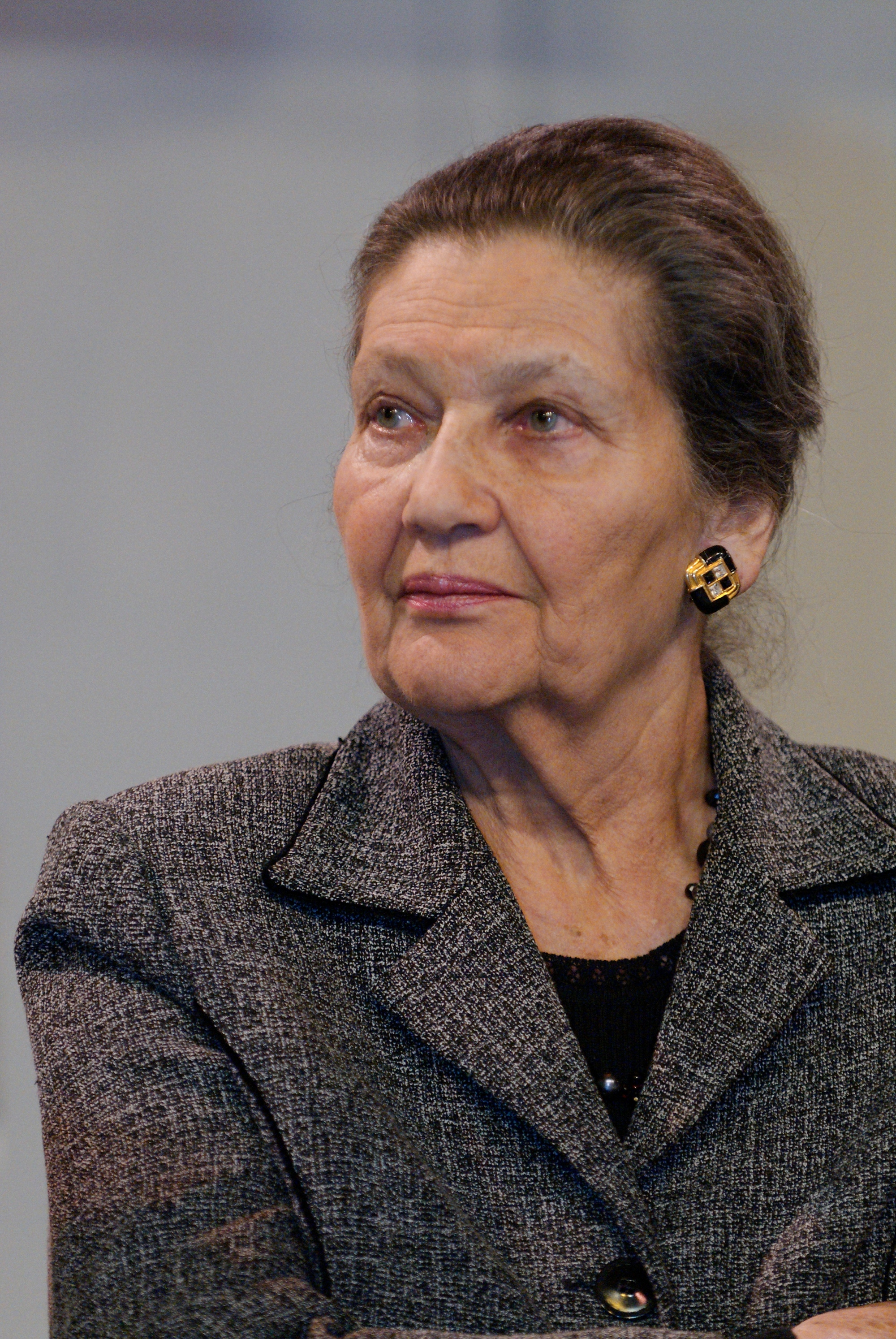
Veil während einer Podiumsdiskussion 2008

Unter Premierminister Édouard Balladur war sie zwischen 1993 und 1995 französische Ministerin für Soziales, Gesundheit und Stadtwesen im Range eines Ministre d’État.
Von 1998 bis 2007 war Veil Mitglied des Conseil constitutionnel, d. h. des französischen Verfassungsgerichts. Anlässlich der Gedenkstunde zum Tag des Gedenkens an die Opfer des Nationalsozialismus 2004 sprach Simone Veil vor dem Deutschen Bundestag.
2008 wurde Veil zum Mitglied der Académie française gewählt, die sich der Pflege der französischen Sprache widmet. Ihr Sitz dort war Fauteuil 13, auf dem auch schon der Dichter Racine saß; sie übernahm diesen Sitz am 18. März 2010. Im Oktober 2012 nahm sie am Gründungskongress der Union des démocrates et indépendants (UDI) teil.

### Privates
Simone Veil war seit 1946 mit dem Manager und Beamten Antoine Veil (1926–2013) verheiratet, mit dem sie drei Söhne bekam. In den 1950er Jahren lebte sie mit ihrem Mann, der zunächst im Konsulat in Wiesbaden und dann in Stuttgart tätig war, eine Zeit lang in Deutschland. Zwei ihrer drei Söhne, Jean (* 1947) und Pierre-François (* 1954), sind Anwälte.
Sie starb im Alter von 89 Jahren.

## Ehrungen

### Zu Lebzeiten
Im Jahr 1981 wurde Simone Veil mit dem Internationalen Karlspreis der Stadt Aachen „für ein demokratisches Europa“ ausgezeichnet. 1988 erhielt sie den Thomas-Dehler-Preis, 2005 den Prinz-von-Asturien-Preis, 2008 den Europapreis Karl V. der Europäischen Akademie von Yuste in Spanien und ist Trägerin der Auszeichnung Mérite Européen.
1987 wurde Simone Veil die erste Ehrenpreisträgerin der Johanna-Loewenherz-Stiftung des Kreises Neuwied.
In Wiesbaden wurde Mitte der 1990er Jahre im Europaviertel (einem ehemaligen US-Militärgelände) eine Straße nach Simone Veil benannt, in Wien-Floridsdorf 2019 die Simone-Veil-Gasse.
Der Deutsch-Französische Journalistenpreis (DFJP) zeichnete Simone Veil 2009 mit dem Großen Medienpreis aus.
2010 wurden ihr der Heinrich-Heine-Preis der Stadt Düsseldorf sowie der Europäische Bürgerrechtspreis der Sinti und Roma verliehen, 2011 der Schillerpreis der Stadt Marbach am Neckar.

### Posthum
Am 5. Juli 2017 wurde Veil mit einem Staatsakt und militärischen Ehren im Hof des Hôtel des Invalides geehrt, worauf sie neben ihrem 2013 verstorbenen Ehemann am Cimetière Montparnasse begraben wurde. Bei der Zeremonie waren Staatspräsident Emmanuel Macron, Überlebende des Holocaust, Politiker und Ehrengäste anwesend. In seiner Rede kündigte Macron an, dass die sterblichen Überreste Veils und ihres Ehemannes in das Panthéon umgebettet würden.
Am 1. Juli 2018 fand in Paris die Überführungszeremonie ins Panthéon statt. Zu den Teilnehmern zählten neben dem amtierenden Staatspräsidenten und dessen Gattin unter anderem Macrons Amtsvorgänger François Hollande und Nicolas Sarkozy, der Premierminister Edouard Philippe, die ehemalige Premierministerin Edith Cresson, die Präsidentin der Region Île-de-France, Valérie Pécresse, sowie das Ehepaar Serge und Beate Klarsfeld. Der Trauerzug führte vom Mémorial de la Shoah im 4. Arrondissement über die Île Saint-Louis auf das linke Seineufer und über die Straßen Quai de la Tournelle, Boulevard Saint-Michel und Rue Soufflot zur letzten Ruhestätte. In seiner Festrede betonte Macron die Bezüge des Wirkens von Simone Veil zu jenem der Männer, die in demselben Grabgewölbe wie sie beigesetzt sind: Jean Moulin, André Malraux, Jean Monnet und René Cassin. Er setzte hinzu:

« Avec Simone Veil entrent ici des générations de femmes qui ont fait la France. Qu’aujourd’hui, par elle, justice leur soit toutes rendue. »

„Mit Simone Veil treten hier Generationen von Frauen ein, die Frankreich geschaffen haben. Möge ihnen allen heute durch sie Gerechtigkeit widerfahren.“

Nach Macrons Rede intonierte die mit Veil befreundete Sängerin Barbara Hendricks, begleitet vom Chor der Garde républicaine, die Marseillaise.
Zu den bis dahin 76 im Panthéon bestatteten „großen Persönlichkeiten“ kam Veil als fünfte Frau hinzu.
Ebenfalls im Juli 2018 wurde in Frankreich eine Zwei-Euro-Gedenkmünze mit Simone Veils Bild in 15 Millionen Exemplaren in Umlauf gebracht. Das Geldstück zeigt Veils Gesicht und ihre Häftlingsnummer im KZ vor dem Hintergrund des Plenarsaals des Europäischen Parlaments.
Am 29. November 2022, dem 48. Jahrestag der Parlamentsdebatte zu dem nach Veil benannten Gesetz zur Entkriminalisierung des Schwangerschaftsabbruchs, wurde in den Gärten der französischen Nationalversammlung im Palais Bourbon eine von der Bildhauerin Sissy Piana geschaffene Büste Simone Veils enthüllt. Vier Tage zuvor hatte die Kammer sich für die Verankerung des Rechts auf Abtreibung in der Verfassung ausgesprochen.
In Frankreich sind zahlreiche öffentliche Einrichtungen, insbesondere Schulen, sowie Straßen und Plätze nach Simone Veil benannt. In Paris erhielten 2017 bzw. 2018 die Place de l’Europe, ein Platz, dem das Stadtviertel Quartier de l’Europe seinen Namen verdankt, sowie die gleichnamige Metrostation einen ihr gewidmeten Namenszusatz; beide heißen seither Europe–Simone Veil. In Deutschland gab die Stadt Bonn 2018 einer Straße in einem Neubaugebiet Simone Veils Namen; auch in Wiesbaden, Bremen und Monheim am Rhein sind Straßen nach ihr benannt. In Düsseldorf wurde die französische Schule 2022 nach Veil benannt und heißt seither Lycée français international Simone Veil.

## Biographien
- Simone Veil. Une femme exceptionnelle. Reihe Au micro. Heft 12. Langenscheidt, Berlin 1983, ISBN 3-468-45575-5.
- Simone Veil: Une vie. Autobiographie. Stock, Paris 2007, ISBN 978-2-234-05817-0.[19]
- Simone Veil: Und dennoch leben. Die Autobiographie der großen Europäerin. Aus dem Französischen von Nathalie Mälzer-Semlinger. Aufbau-Verlag, Berlin 2009, ISBN 978-3-351-02677-6.
- Annick Cojean: Simone Veil et les siens, Éditions Grasset, Paris 2018, ISBN 978-2-246-81865-6.

## Filmbiografien
- Olivier Dahan: Simone, le voyage du siècle. Frankreich, 2022. 140 min.

## Reden
- Plenarsaal des Europarates in Straßburg, 18. Oktober 2002: Holocaustvermittlung im Unterricht des 21. Jahrhunderts.